# Posse Cat
"Кот-охотник" (англ. Posse Cat) — 81-й эпизод мультсериала Том и Джерри вышедший 30 января 1954 года.

## Сюжет
Джордж готовит еду. Том спокойно отдыхает в ожидании дела, при этом Джерри утягивает сосиску к своей норе с помощью лассо. Повар вызывает Тома с помощью треугольника: «Ах ты хорошо меня слышишь, когда хочешь есть. Ты хочешь отведать сочную индюшачью ножку, картофельное пюре, подливы, много-много подливы, да? Не получишь ты ужина! А хочешь знать почему? Вот почему…» (показывает Тому как Джерри ворует сосиски) «…иди поймай этого мышонка, иначе есть не будешь, понял?» (пугает Тома выстрелами из огнестрельного пистолета).
Том пытается поймать Джерри, для этого он перекрашивает палец в сосиску и зовёт мышонка. Джерри утягивает Тома к своей норе так же как и сосиску. И Джерри и Том убегают из норы на улицу, пробивая стену дома.
На улице Джерри подставляет Тому грабли, чтобы он на них наткнулся, но вместо этого грабли падают, ударяя в треугольник. Том с радостью принимает это за сигнал к ужину, но повар лишь отвечает: «Я же сказал тебе — не будет никакого ужина, пока не поймаешь мышонка!» и снова расстреливает Тома из огнестрельного пистолета.
Том пытается поймать Джерри с помощью лассо, но вместо Джерри он случайно утаскивает жареного индюка, и недовольный Джордж снова обстреливает Тома. Том создаёт очередную ловушку для Джерри, а именно кусок сыра, на который направлена двустволка. Джерри даже не замечает эту ловушку, делает для Тома бутерброд с рукой повара и звонит в треугольник. Том кусает бутерброд — повар взлетает с криком боли и снова расстреливает Тома.
Джерри делает ещё бутерброд с хвостом быка, Том опять попадается в ловушку — взбешенный бык выкидывает Тома прочь. Джерри показывает договор с Томом: «В ответ на помощь Джерри я отныне готов делить с ним ужин поровну. Подпись: кот Том».
Том расстреливает Джерри из двух пистолетов и показывает Джорджу свой талант. Повар благодарит Тома за выполненную работу по ловле Джерри и награждает его ужином: «Держи свой ужин, дружище. А какой ты ловкий, меткий, смелый кот. Молодчина. Просто герой».
Том садится ужинать, но в это время, Джерри показывает ему договор. Однако Том, вместо этого расстреливает договор из пистолета, Джерри переворачивает ужин Тома. Взбешённый Том хватает из костра раскалённый железный прут и бежит за Джерри.
Джерри открывает дверь и убегает — Том по инерции сталкивается с Джорджем, обжигая его зад раскалённым жезлом. Обезумевший от боли повар начинает теперь гнаться за Томом в сторону заката, обстреливая его уже из двух пистолетов, а Джерри ест индюшачью ножку и смотрит на погоню повара за Томом.

## Факты
- Это первый хозяин Тома, которым является мужчина.